# Sternbergia lutea
Sternbergia lutea là một loài thực vật có hoa trong họ Amaryllidaceae. Loài này được (L.) Ker Gawl. ex Spreng. miêu tả khoa học đầu tiên năm 1825.

## Hình ảnh

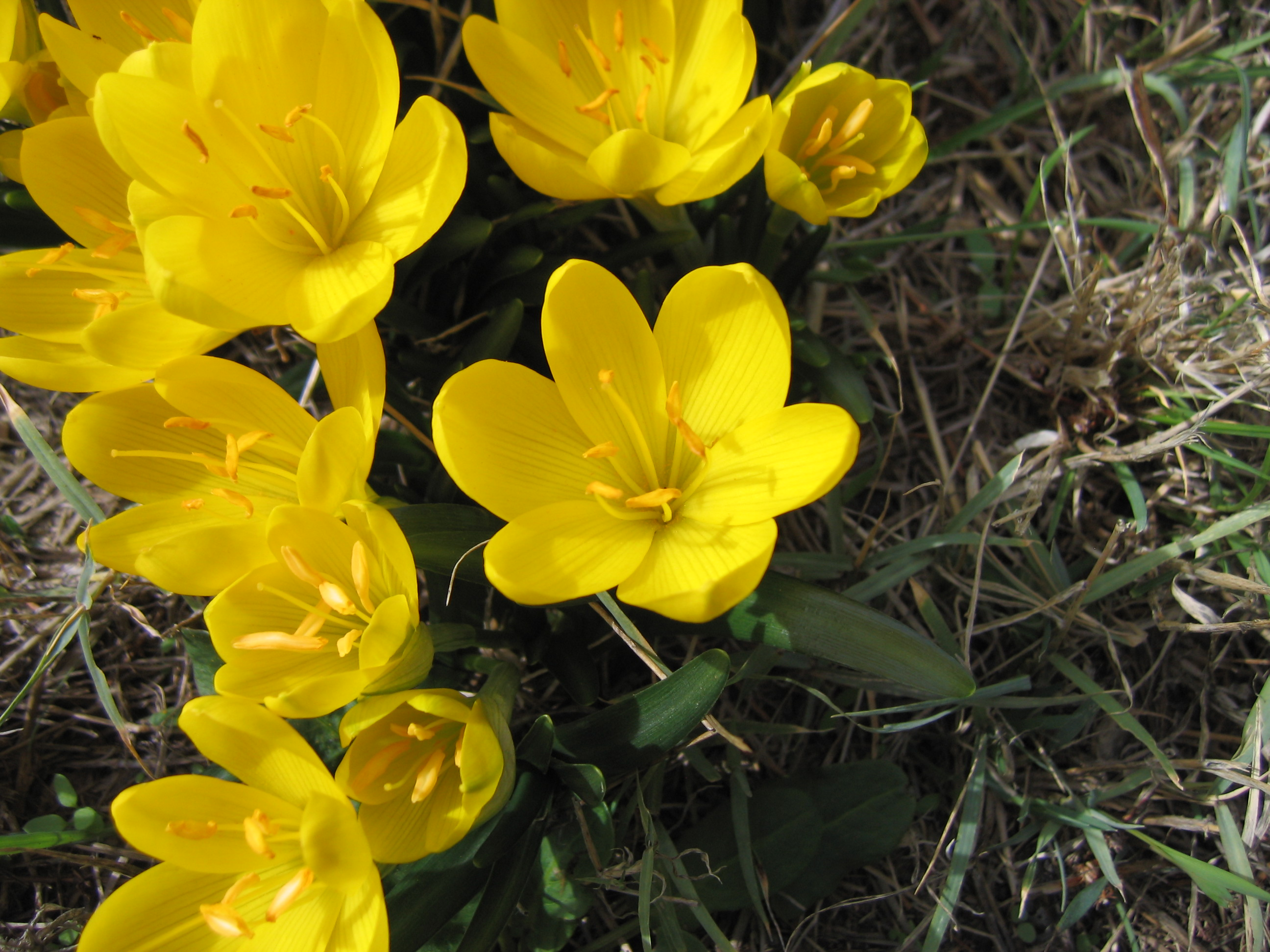
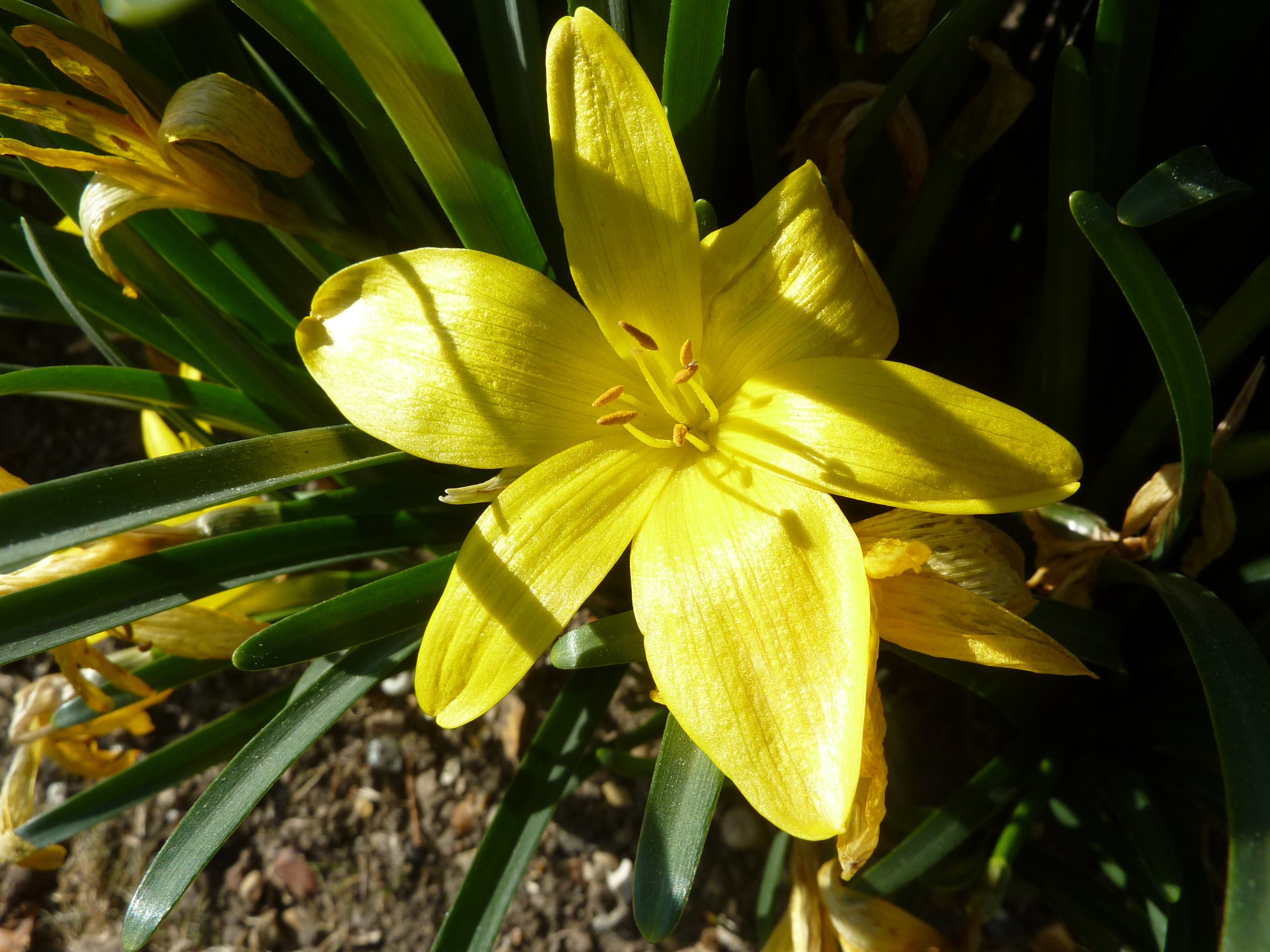
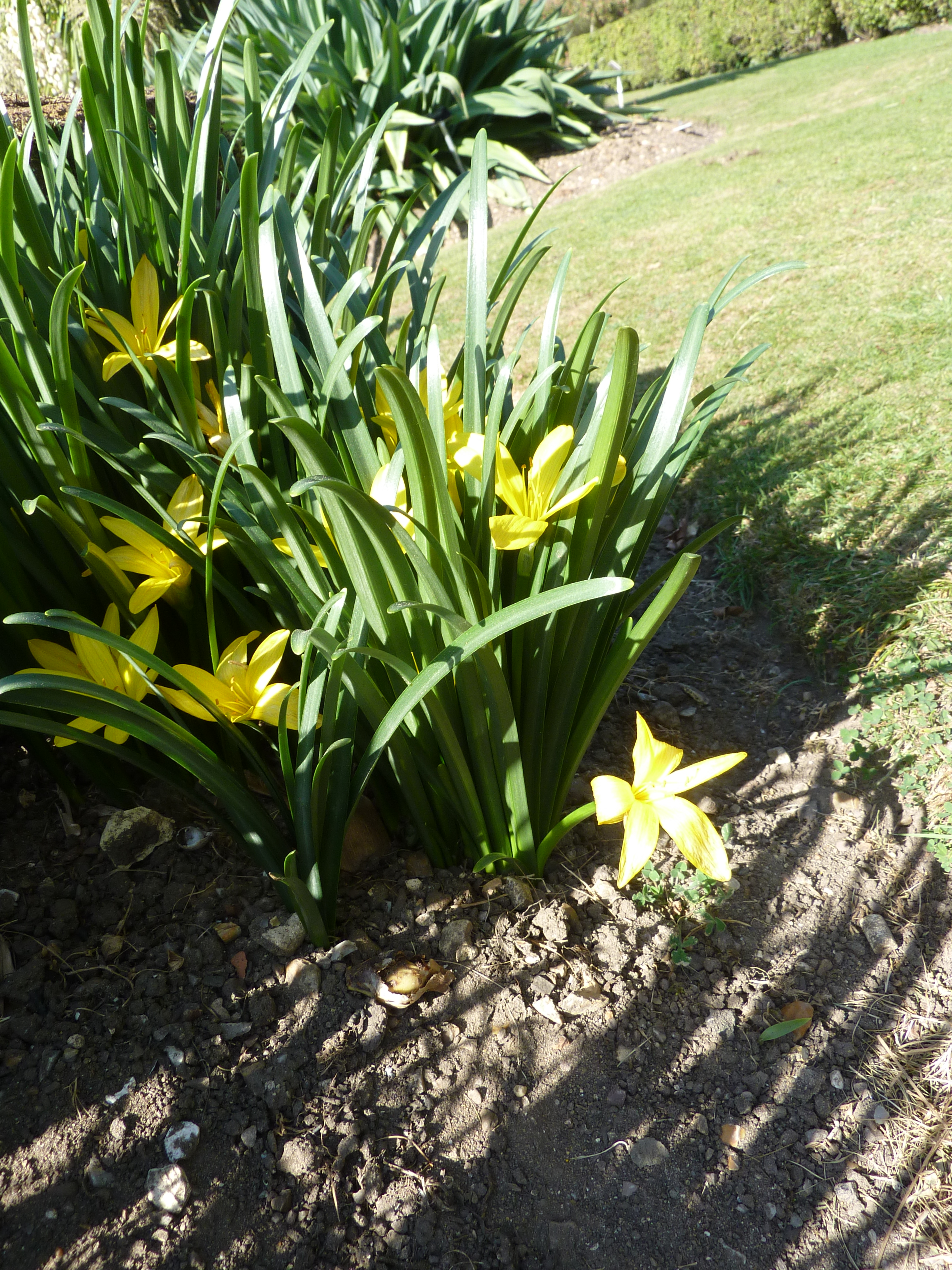
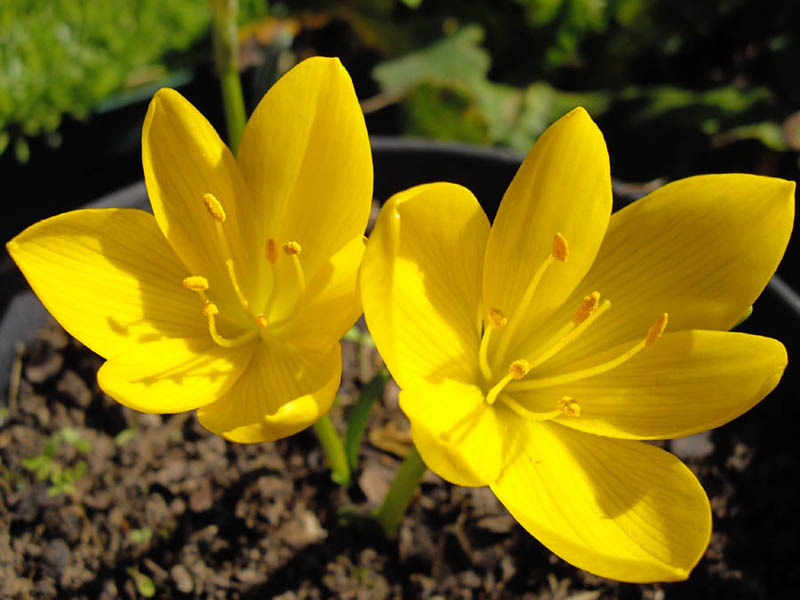